# Batú

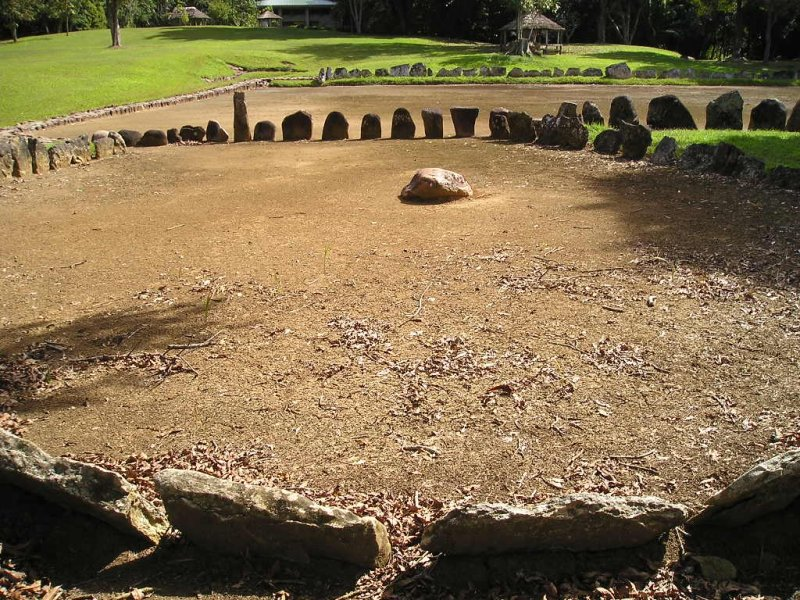
Batey o cancha ceremonial de batú en Caguana, Puerto Rico.

El batú (o batey) es un deporte de origen taíno que se  practicaba en un espacio rectangular, cercado con rocas, por eso mismo el  área de este juego se conocía como «Batú». La bola se fabricaba con raíces y yerbas y confeccionando una masa redondeada y sólida, similar a la goma. Se jugaba entre dos equipos parecido también al fútbol, la bola se lanzaba al aire y los competidores tenían que evitar que la bola cayera al suelo de su lado respectivo, se jugaba con 4 partes del cuerpo las cuales son: cabeza, rodilla, muslos y cadera. Los puntos se anotaban en la caída de la bola.

## Naturaleza del Juego
Competían dos bandos de 12 jugadores cada uno hombres o mujeres usan
```
el 
yuke
, cinturón ceremonia. El 
yuke
 o cinturón ceremonial era de piedra o madera, con decoración de símbolos sagrados, los jugadores intentaban rebotar 
el batú
 contra él. El número podía incrementarse siempre en múltiplos de doce. Hirviendo raíces y yerbas posiblemente del copey (
clusia rosea
), formaban una pasta, a la que daban forma. Obtenían una pelota - de unos 10 cm de diámetro- de buen rebote, que sorprendió a los 
españoles
 que desconocían la existencia de la goma.
```

El juego consistía en lanzar el batú al aire, luchando ambos bandos por no dejarlo caer en sus respectivos lados, devolviéndolo con cualquier parte del cuerpo menos con las manos, pudiendo ser rebotado contra las piedras que marcaban el límite del campo de juego; el bando que lo dejara rodar por el piso perdía un punto.
Era un importante evento social, podía ser inter-tribal, y en ocasiones se jugaba para decidir el futuro de un enemigo capturado o un castigo. Los espectadores se sentaban alrededor de la cancha; los invitados especiales, el cacique y sus ayudantes ocupaban sus duhos (asientos ceremoniales).
Fray Bartolomé de las Casas, hizo una descripción del deporte:
"Echaba uno de los de un puesto la pelota a los otros del otro y rebatiala el que se hallaba más a la mano, si la pelota venia por alto con el hombro, que la hacía volver como un rayo, y cuando venía al suelo, de presto, poniendo la mano derecha en tierra dábanle con la punta de la nalga, que volvía más que de un paso; los del puesto contrario, de la misma manera la tornaban con la punta de las nalgas hasta que según las reglas del juego el uno o el otro cometían falta."